# Conus rizali
Espèce
Statut de conservation UICN

 DD  : Données insuffisantes
Conus rizali est une espèce de mollusques gastéropodes marins de la famille des Conidae.
Comme toutes les espèces du genre Conus, ces escargots sont prédateurs et venimeux. Ils sont capables de « piquer » les humains et doivent donc être manipulés avec précaution, voire pas du tout.

## Description
La taille de la coquille varie entre 25 mm et 40 mm.

## Distribution
Cette espèce marine est endémique aux Philippines.

### Niveau de risque d’extinction de l’espèce
Selon l'analyse de l'UICN réalisée en 2011 pour la définition du niveau de risque d'extinction, il s'agit d'une espèce d'eau profonde récemment décrite. Les données sont insuffisantes pour développer une évaluation. Nous l'avons inscrite dans la catégorie Données insuffisantes.

## Taxonomie

### Publication originale
L'espèce Conus rizali a été décrite pour la première fois en 2010 par les malacologistes Olivera (d) et Biggs (d) dans « The Nautilus »,.

### Synonymes
- Conus (Turriconus) rizali B. M. Olivera & Biggs, 2010 · appellation alternative
- Kurodaconus rizali (B. M. Olivera & Biggs, 2010) · non accepté
- Turriconus (Turriconus) rizali (B. M. Olivera & Biggs, 2010) · non accepté
- Turriconus rizali (B. M. Olivera & Biggs, 2010) · non accepté